# Čurug
Čurug (srbsky Чуруг) je vesnice nacházející se v severní části Srbska, administrativně spadající pod opštinu (obec) Žabalj v Autonomní oblasti Vojvodina, regionu Bačka. V roce 2011 zde žilo 8 166 obyvatel, počet obyvatel vsi od roku 1961 stagnuje. Obyvatelstvo je v drtivé většině Srbské národnosti. K jiným národnostem, např. romské, se přihlásilo jen několik desítek lidí.
Na mapách prvního vojenského mapování se objevovala pod maďarským názvem Csurog, obklopena byla ze severní a východní strany močálem. Již tehdy měla pravidelně zorganizovanou uliční síť, která se na počátku 19. století rozvíjela dále směrem na jih. Postupně byly močály (Čuruški rit) vysušeny a nahrazeny zemědělskou krajinou. Železniční trať byla postavena až na přelomu století. Od roku 1918 je obec součástí Jugoslávie; do vypuknutí druhé světové války zde žilo téměř deset tisíc lidí. Většinou byli srbské národnosti, nejpočetnější menšinou byla tehdy maďarská. Od roku 2006 je součástí Srbska.
Vesnice leží na břehu slepého ramena řeky Tisy (Staré Tisy). Má pravoúhlou silniční síť, která přiléhá k původnímu břehu řeky (před tím, než byla narovnána). Stojí zde muzeum obětí války z roku 1942, dále větrný mlýn a hipodrom. Západně od obce prochází také železniční trať z Nového Sadu do Bečeje. Silnice, které vedou do Čurugu, jsou jen regionálního významu. Výhledově tudy má vést dálnice s názvem Úsměv Vojvodiny (srbsky Osmeh Vojvodine).